# Yvonne Blondel
Yvonne Blondel (n. 1884 – d. 14 iunie 1971, București, România) a fost sanitar voluntar pe lângă armata română în timpul Primului Război Mondial, aviatoare, filantroapă.

## Biografie
Yvonne Blondel s-a născut în Franța, fiind de origine franceză. În anul 1907, împreună cu familia sa, s-a mutat la București, după ce tatăl său, Camille Blondel (1854-1935), a fost numit ambasador al Franței în România. Mama Yvonnei a fost Jeanna, o femeie cu origini austriece.
În anul 1909, Yvonne Blondel s-a căsătorit cu Ion Cămărășescu, un licențiat în drept la Paris, care ulterior a devenit prefect al departamentului Silistra din Cadrilater, deputat și ministru de Interne. Cu toate acestea, căsnicia lor a eșuat, iar Yvonne Blondel a divorțat. În anul 1922, s-a recăsătorit cu Jean Postelnicu, un ofițer român. Cei doi au avut un fiu, pe nume Vlad.

## Activitatea
Yvonne Blondel a fost o femeie remarcabilă, implicată într-o varietate de activități neobișnuite pentru femeile din epoca sa. Printre acestea se numără faptul că a fost membră a Clubului Automobilistic Român și a doborât, la 10 septembrie 1910, recordul mondial de distanță parcursă în zbor de o femeie, care la acea vreme era deținut de o franțuzoaică și era de 30 de kilometri. Yvonne a parcurs la altitudinea de 600 de metri distanța Ploiești-Chitila, care este de aproximativ 50 de kilometri, pilot fiind Michel Paul Molla.
În timpul Primului Război Mondial, Yvonne s-a oferit voluntar pentru a fi sanitar în serviciile sanitare civile de pe lângă armata română. Ea a organizat pe propria cheltuială un spital cu 30 de paturi la Silistra, care a primit soldați români răniți în bătălia de la Turtucaia. După înfrângerea armatei române în Cadrilater, de către armatele turco-bulgaro-germane, Yvonne s-a refugiat la Brăila și apoi la Iași, după pierderea Brăilei în mâinile inamicului. Oriunde s-a aflat în retragerea armatei române, ea și-a instalat spitalul de campanie, având grijă de soldații români răniți sau bolnavi. 
Pentru modul în care a îngrijit atât soldații români cât și pe cei ruși răniți, Yvonne Blondel a fost decorată cu ordinul rusesc Crucea Sfântului Gheorghe în anul 1916.
După terminarea Primului Război Mondial, Yvonne Blondel s-a întors în Franța împreună cu părinții săi și a activat ca membră a Crucii Roșii Franceze. Ea s-a ocupat de îngrijirea mormintelor soldaților români decedați în Franța și de repatrierea soldaților români care se întorceau din prizonierat, în timp ce îndeplinea funcția sa de delegat la Inspecția Generală a posturilor de ajutor.
În anul 1922, Yvonne s-a întors în România împreună cu al doilea soț, Jean Postelnicu. Acesta primise cinci hectare de teren în țară, pentru meritele sale din timpul Primului Război Mondial.
După încheierea celui de-al Doilea Război Mondial, autoritățile comuniste din România l-au arestat pe Jean Postelnicu. După eliberarea sa din închisorile comuniste, i s-a fixat domiciliu forțat. Yvonne a cumpărat o casă într-un sat din apropierea Bucureștiului, unde familia s-a stabilit.
Yvonne Blondel a murit la vârsta de 87 de ani, la București, în anul 1971. Ea a fost o personalitate remarcabilă, care și-a dedicat viața în slujba umanității și a servit cu demnitate atât în timpul războiului, cât și în alte activități umanitare și filantropice de-a lungul vieții sale.